# Skočice
Skočice falu és önkormányzat (obec) Csehország Dél-csehországi kerületének Strakonicei járásában. Területe 9,82 km², lakosainak száma 218 (2008. 12. 31). A falu Strakonicétől mintegy 18 km-re délkeletre, České Budějovicétől 36 km-re északnyugatra, és Prágától 104 km-re délre fekszik.
A település első írásos említése 1399-ből származik.

## Az önkormányzathoz tartozó települések
- Skočice
- Lidmovice

## Látnivalók
- Szűz Mária látogatása templom

## Népesség
A település népessége az elmúlt években az alábbi módon változott:
| Lakosok száma | 507  | 485  | 442  | 275  | 212  | 195  | 224  | 228  | 233  | 241  |
|               | 1869 | 1890 | 1921 | 1950 | 1980 | 2001 | 2017 | 2019 | 2022 | 2024 |